# Красна Тайга
Красна Тайга (рос. Красная Тайга) — присілок у складі Іжморського округу Кемеровської області, Росія.

## Населення
Населення — 138 осіб (2010; 140 у 2002).
Національний склад (станом на 2002 рік):
- росіяни — 62 %
- удмурти — 26 %